# Огублянка
Огублянка — озеро в Калужской области, Россия. Озеро является старицей реки Протвы. Это самое протяжённое озеро естественного происхождения в Калужской области. Площадь озера — 21 гектар. Средняя глубина озера — 5 метров. Протяжённость озера составляет несколько километров со средней шириной в 60 метров. За несколько последних десятилетий озеро Огублянка заболачивается, мелеет, его протяжённость сокращается.

## Гидронимия
Этимология названия «Огублянка» доподлинно не известно. Название родствено топониму Огубь. Вероятно, название происходит от слова «губа». На поморских говорах так называют далеко вдающиеся в сушу морские заливы и бухты, в которые обычно впадают крупные реки. Кроме того, «губой» называли территориальный округ в Русском царстве XVI—XVII веков, в пределах которого действовала уголовная юрисдикция губного старосты. Как правило, совпадала с волостью, с середины XVI в. — с уездом.

## География
Озеро Огублянка находится между посёлком Протва (ныне — часть города Жуков) и рекой Протвой. Огублянка находится в пойме реки Протвы и каждый год, весной вся территория озера затапливается паводком. На берегу озера находится городище болотного типа I—V веков.

## Фауна
В озере обитают голавль, елец, карась, лещ, линь, окунь, плотва, сазан и щука. Из-за нахождения озера в пойме реки Протвы, рыба мигрирует в реку Оку. Этим и объясняется видовой состав рыб в озере. В 70-е годы здесь можно было встретить пресноводную болотную черепаху.